# Maastrichtse School
De Maastrichtse school is een stroming van juridische auteurs die een scherp onderscheid voorstaan tussen publiekrecht en privaatrecht. Veel van deze auteurs zijn verbonden aan de Universiteit Maastricht. Een van de belangrijkste grondleggers van de Maastrichtse school is Twan Tak.
De ‘Maastrichtse School’, een eigenzinnige groep wetenschappers van de Maastrichtse rechtenfaculteit die zich tot eind jaren negentig met name profileerde op de wetenschappelijke gedachtewisseling en polemieken, was ook een kritisch volger van de overheid en haar bevoegdheden. Volgens de leden van de school is de mens het fundament van het recht en de menselijke gelijkwaardigheid de maatstaf van dat recht.